# Atletika na Letních olympijských hrách 1936
Atletika na Letních olympijských hrách v roce 1936, které se konaly v Berlíně, zahrnovala 29 atletických disciplín, z toho 23 pro muže a 6 pro ženy. Celkem bylo uděleno 87 medailí (29 zlatých, 29 stříbrných, 29 bronzových).

## Muži
| Disciplína               | Zlato                                                                                   | Stříbro                                                                                    | Bronz                                                                                    |
| 100 m                    | Jesse Owens · Spojené státy americké (USA)                                              | Ralph Metcalfe · Spojené státy americké (USA)                                              | Martinus Osendarp · Nizozemsko (NED)                                                     |
| 200 m                    | Jesse Owens · Spojené státy americké (USA)                                              | Mack Robinson · Spojené státy americké (USA)                                               | Martinus Osendarp · Nizozemsko (NED)                                                     |
| 400 m                    | Archie Williams · Spojené státy americké (USA)                                          | Godfrey Brown · Velká Británie (GBR)                                                       | James LuValle · Spojené státy americké (USA)                                             |
| 800 m                    | John Woodruff · Spojené státy americké (USA)                                            | Mario Lanzi · Itálie (ITA)                                                                 | Phil Edwards · Kanada (CAN)                                                              |
| 1500 m                   | Jack Lovelock · Nový Zéland (NZL)                                                       | Glenn Cunningham · Spojené státy americké (USA)                                            | Luigi Beccali · Itálie (ITA)                                                             |
| 5000 metrů               | Gunnar Höckert · Finsko (FIN)                                                           | Lauri Lehtinen · Finsko (FIN)                                                              | Henry Jonsson · Švédsko (SWE)                                                            |
| 10 000 metrů             | Ilmari Salminen · Finsko (FIN)                                                          | Arvo Askola · Finsko (FIN)                                                                 | Volmari Iso-Hollo · Finsko (FIN)                                                         |
| 110 m překážek           | Forrest Towns · Spojené státy americké (USA)                                            | Donald Finlay · Velká Británie (GBR)                                                       | Fritz Pollard · Spojené státy americké (USA)                                             |
| 400 metrů překážek       | Glenn Hardin · Spojené státy americké (USA)                                             | John Loaring · Kanada (CAN)                                                                | Miguel White · Filipíny (PHI)                                                            |
| 3000 m překážek          | Volmari Iso-Hollo · Finsko (FIN)                                                        | Kaarlo Tuominen · Finsko (FIN)                                                             | Alfred Dompert · Německo (GER)                                                           |
| 4 × 100 m štafeta        | Spojené státy americké (USA) · Jesse Owens · Ralph Metcalfe · Foy Draper · Frank Wykoff | Itálie (ITA) · Orazio Mariani · Gianni Caldana · Elio Ragni · Tullio Gonnelli              | Německo (GER) · Wilhelm Leichum · Erich Borchmeyer · Erwin Gillmeister · Gerd Hornberger |
| 4 × 400 m štafeta        | Velká Británie (GBR) · Freddie Wolff · Godfrey Rampling · Bill Roberts · Godfrey Brown  | Spojené státy americké (USA) · Harold Cagle · Robert Young · Edward O’Brien · Alfred Fitch | Německo (GER) · Helmut Hamann · Friedrich Von Stülpnagel · Harry Voigt · Rudolf Harbig   |
| Maratonský běh           | Son Ki-džong · Japonsko (JPN)                                                           | Ernest Harper · Velká Británie (GBR)                                                       | Nan Shoryu · Japonsko (JPN)                                                              |
| Chůze na 50 km (silnice) | Harold Whitlock · Velká Británie (GBR)                                                  | Arthur Tell Schwab · Švýcarsko (SUI)                                                       | Adalberts Bubenko · Lotyšsko (LAT)                                                       |
| Skok do dálky            | Jesse Owens · Spojené státy americké (USA)                                              | Luz Long · Německo (GER)                                                                   | Naoto Tadžima · Japonsko (JPN)                                                           |
| Trojskok                 | Naoto Tadžima · Japonsko (JPN)                                                          | Masao Harada · Japonsko (JPN)                                                              | Jack Metcalfe · Austrálie (AUS)                                                          |
| Skok do výšky            | Cornelius Johnson · Spojené státy americké (USA)                                        | David Albritton · Spojené státy americké (USA)                                             | Delos Thurber · Spojené státy americké (USA)                                             |
| Skok o tyči              | Earle Meadows · Spojené státy americké (USA)                                            | Shuhei Nishida · Japonsko (JPN)                                                            | Sueo Ōe · Japonsko (JPN)                                                                 |
| Vrh koulí                | Hans Woellke · Německo (GER)                                                            | Sulo Bärlund · Finsko (FIN)                                                                | Gerhard Stöck · Německo (GER)                                                            |
| Hod diskem               | Ken Carpenter · Spojené státy americké (USA)                                            | Gordon Dunn · Spojené státy americké (USA)                                                 | Giorgio Oberweger · Itálie (ITA)                                                         |
| Hod oštěpem              | Gerhard Stöck · Německo (GER)                                                           | Yrjo Nikkanen · Finsko (FIN)                                                               | Kalervo Toivonen · Finsko (FIN)                                                          |
| Hod kladivem             | Karl Hein · Německo (GER)                                                               | Erwin Blask · Německo (GER)                                                                | Fred Warngård · Švédsko (SWE)                                                            |
| Desetiboj                | Glenn Morris · Spojené státy americké (USA)                                             | Bob Clark · Spojené státy americké (USA)                                                   | Jack Parker · Spojené státy americké (USA)                                               |

## Ženy
| Disciplína        | Zlato | Stříbro                                                                                         | Bronz                                                                                          |
| 100 m             | Helen Stephensová · Spojené státy americké (USA)                                                                | Stanisława Walasiewiczová · Polsko (POL)                                                        | Käthe Kraussová · Německo (GER)                                                                |
| 80 metrů překážek | Trebisonda Vallaová · Itálie (ITA)                                                                              | Anni Steuerová · Německo (GER)                                                                  | Elizabeth Taylorová · Kanada (CAN)                                                             |
| 4 × 100 m štafeta | Spojené státy americké (USA) · Harriet Blandová · Annette Rogersová · Elizabeth Robinsonová · Helen Stephensová | Velká Británie (GBR) · Eileen Hiscocková · Violet Olneyová · Audrey Brownová · Barbara Burkeová | Kanada (CAN) · Dorothy Brookshawová · Mildred Dolsonová · Hilda Cameronová · Aileen Meagherová |
| Skok do výšky     | Ibolya Csáková · Maďarsko (HUN)                                                                                 | Dorothy Odamová · Velká Británie (GBR)                                                          | Elfriede Kaunová · Německo (GER)                                                               |
| Hod diskem        | Gisela Mauermayerová · Německo (GER)                                                                            | Jadwiga Wajsová · Polsko (POL)                                                                  | Paula Mollenhauerová · Německo (GER)                                                           |
| Hod oštěpem       | Tilly Fleischerová · Německo (GER)                                                                              | Luise Krügerová · Německo (GER)                                                                 | Maria Kwaśniewská · Polsko (POL)                                                               |

## Medailové pořadí

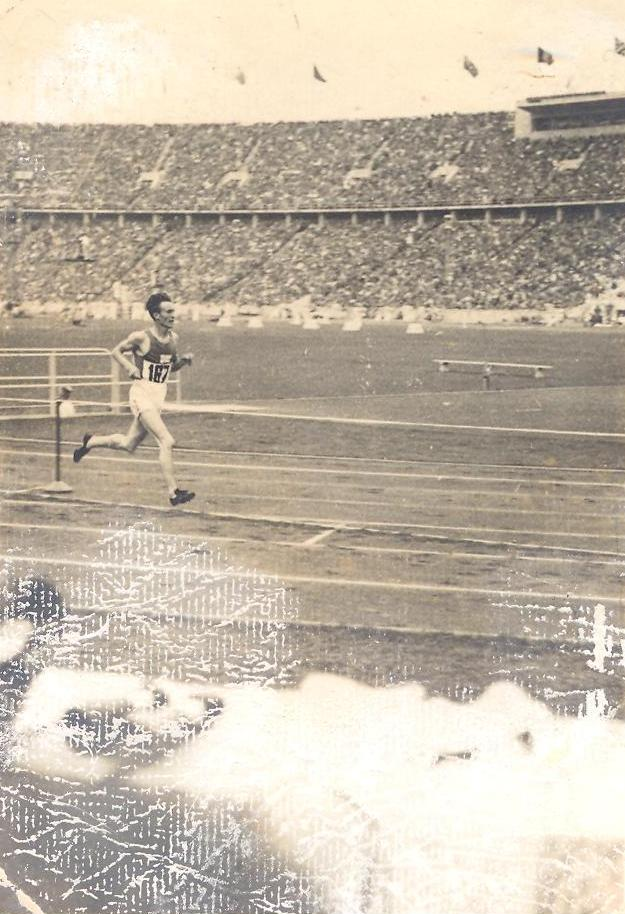
Volmari Iso-Hollo

| Umístění | Stát                         | Zlato | Stříbro | Bronz | Celkem |
| -------- | ---------------------------- | ----- | ------- | ----- | ------ |
| 1        | Spojené státy americké (USA) | 14    | 7       | 4     | 25     |
| 2        | Německo (GER)                | 5     | 4       | 7     | 16     |
| 3        | Finsko (FIN)                 | 3     | 5       | 2     | 10     |
| 4        | Velká Británie (GBR)         | 2     | 5       | 0     | 7      |
| 5        | Japonsko (JPN)               | 2     | 2       | 3     | 7      |
| 6        | Itálie (ITA)                 | 1     | 2       | 2     | 5      |
| 7        | Maďarsko (HUN)               | 1     | 0       | 0     | 1      |
| 7        | Nový Zéland (NZL)            | 1     | 0       | 0     | 1      |
| 9        | Polsko (POL)                 | 0     | 2       | 1     | 3      |
| 10       | Kanada (CAN)                 | 0     | 1       | 3     | 4      |
| 11       | Švýcarsko (SUI)              | 0     | 1       | 0     | 1      |
| 12       | Nizozemsko (NED)             | 0     | 0       | 2     | 2      |
| 12       | Švédsko (SWE)                | 0     | 0       | 2     | 2      |
| 14       | Filipíny (PHI)               | 0     | 0       | 1     | 1      |
| 14       | Lotyšsko (LAT)               | 0     | 0       | 1     | 1      |
| 14       | Austrálie (AUS)              | 0     | 0       | 1     | 1      |